# 電晶體-電晶體邏輯

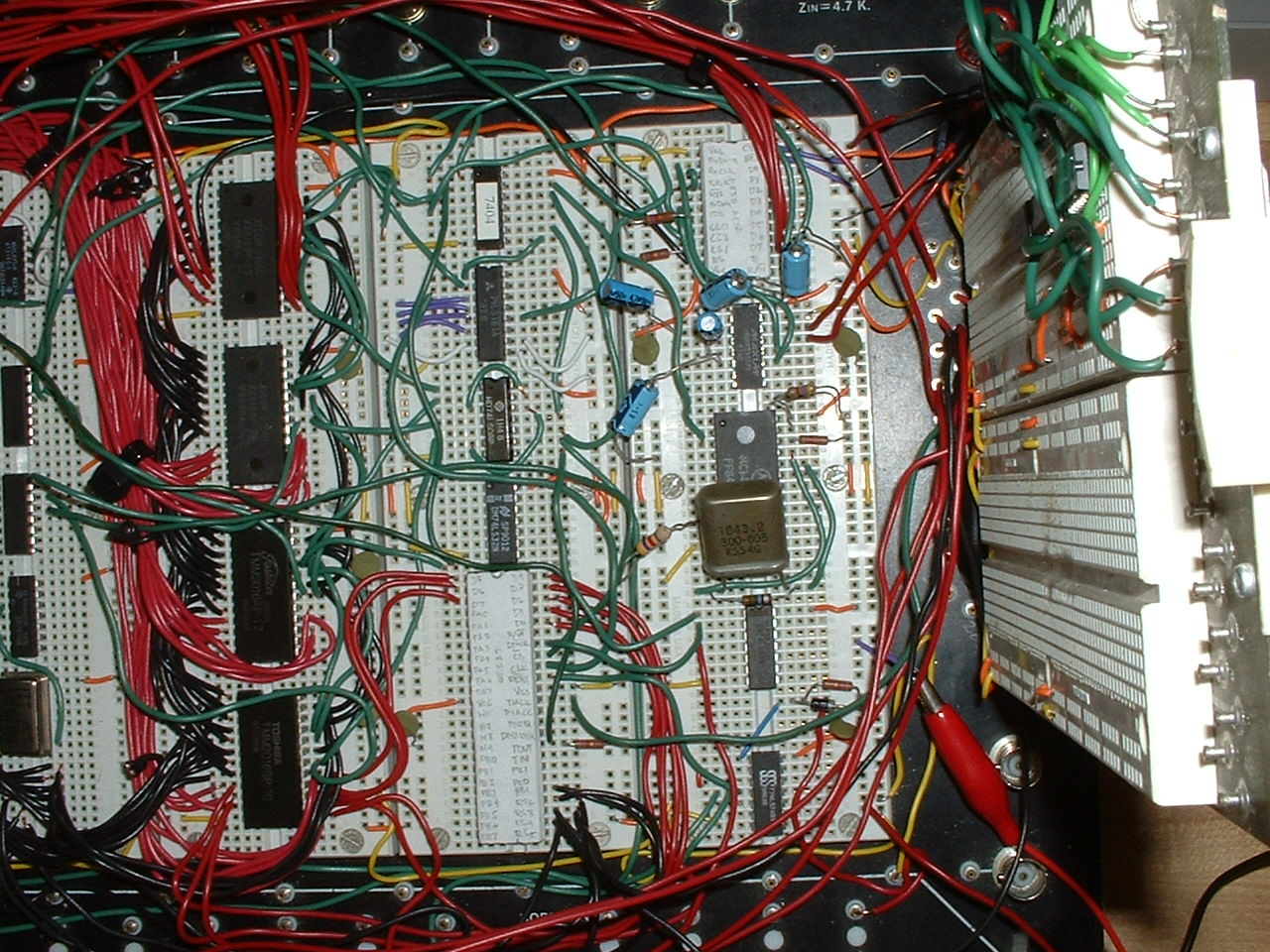
基于摩托罗拉 68000微处理器的计算机，在面包板上可看到各种TTL元件

電晶體－電晶體邏輯（英語：Transistor-Transistor Logic，缩写为），是市面上较为常見且应用广泛的一种邏輯閘数字集成电路，由电阻器和電晶體而组成。TTL最早是由德州儀器所開發出來的，現雖有多家廠商製作，但編號命名還是以德州儀器所公佈的資料為主。其中最常見的為74系列。
与TTL分庭抗禮的是CMOS，旧时两者相比较TTL主要是速度快，CMOS則是速度慢，但省電、成本比TTL低。隨着CMOS技術的進步，其反應速度已經超越TTL。而且CMOS內部不具有製作麻煩的電阻，所以TTL可說几乎沒有發展。目前TTL主要应用于教育或是較簡單的數位電路。

## 內部主要構成元件

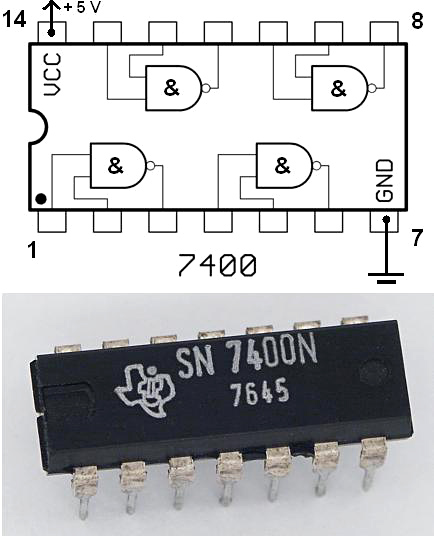
7400元件

TTL最主要是由N組電阻、電晶體、二極體構成的偏壓電路所組合出來，在線性放大器的角度來看就是數個CE（共射極）電路或是CC（共集極）電路所組成。當然這只是比喻並非實際，畢竟在數位邏輯的世界就是只有0跟1，也就是關或開。

## 74系列與54系列

7400电路图

74系列为民用品，可工作於商用溫度範圍（0至70℃），是一般TTL邏輯電路中最常見的系列，在數位邏輯或是微處理機的相關課程更是少不了它們的存在。
54系列为军用品，可工作於軍用溫度範圍（-55至125℃），用於具有特殊工作需求的地方。
74系列TTL IC的分類如下：

### 以內部結構區分
- 標準型

結構跟構成的材料最簡單，相對的特性也是不理想，所以此類型已經被淘汰多時。無英文簡寫，範例：7400。
- 早期的低功率型與高速型
  - 低功率型，（英文 Low Power簡寫「L」），耗電低，但速度慢。範例：74L00。
  - 高速型，（英文 High Speed簡寫「H」），速度較快，輸出較強，但耗電高。範例：74H00。

由於 S 型耗電與 H 型相近，但速度極快。 LS 型的耗電與 L 型相近，但速度卻快很多，甚至比 H 型還快。 因此 L 型與 H 型很快就退出市場。
- 蕭特基（Schottky）

除了電阻器一樣是做控流跟偏壓用途，蕭特基型最主要是採用蕭特基二極體跟蕭特基電晶體，改善切換速度。在市面上跟教育單位非常普及，特性也很不錯，常常被用來搭配Intel 8051使用。LS型逐漸成為TTL中的主流。
- 蕭特基型（英文 Schottky Logic，簡寫「S」），範例：74S00。
- 高級蕭特基型（英文 Advanced Schottky Logic，簡寫「AS」），範例：74AS00。
- 低功率蕭特基型（英文 Low Power Schottky Logic，簡寫「LS」），範例：74LS00。
- 高級低功率蕭特基型（英文 Advanced Low Power Schottky Logic，簡寫「ALS」），範例：74ALS00。

- 快速（英文Fast，簡寫「F」）

快速型是有別於蕭特基型所另外發展的高速TTL，範例：74F00。
- CMOS（英語：Complementary Metal Oxide Semiconductor）

雖然此類型的編號與接腳規格跟TTL一樣，但內部的實際結構是CMOS，而不是TTL所使用的接面電晶體。此系列具有CMOS的高輸入阻抗特性與低耗電，但工作電壓範圍有別於先前RCA所發展的40跟45系列的CMOS邏輯IC。除早期的C系列外，此類CMOS的運作速度非常快。
- CMOS，英文簡寫「C」，範例：74C00。
- 高級CMOS（英文 Advanced CMOS Logic，簡寫「AC」），範例：74AC00。
- 高速CMOS（英文 High Speed CMOS Logic，簡寫「HC」），範例：74HC00。
- 高級高速CMOS（英文 Advanced High Speed CMOS Logic，簡寫「AHC」），範例：74AHC00。

#### TTL各系列典型消耗功率與傳輸延遲的比較
| 系列                 | 型號  | 特徴                                           | 消耗電力(mW/Gate) | 傳輸延遅 tpd(nsec) |
| -------------------- | ----- | ---------------------------------------------- | ----------------- | ------------------ |
| 標準TTL              | 74    | 1962年商品化初期的標準品                       | 10                | 10                 |
| 低功率TTL            | 74L   | 初期的低消耗電力產品。但速度慢。               | 1                 | 35                 |
| 高速TTL              | 74H   | 初期的高速暨高輸出TTL。但消耗電力大。          | 20                | 6                  |
| 蕭特基TTL            | 74S   | 使用蕭特基二極體與蕭特基電晶體的高速TTL        | 20                | 3                  |
| 低功率蕭特基TTL      | 74LS  | 1970年代後半至80年代前半的主流TTL              | 2                 | 10                 |
| 先進(Advanced)LS-TTL | 74ALS | 1980年代中期推出的LS-TTL改良品                 | 1                 | 4                  |
| 先進(Advanced)S-TTL  | 74AS  | 1980年代中期推出的S-TTL改良品                  | 20                | 1.5                |
| 快速型FAST           | 74F   | 1980年代中期由Fairchild公司發售的高速蕭特基TTL | 4                 | 2.5                |

### 以輸出型態分類
- 圖騰式輸出（Totem-pole Output）

大部分74系列的組合邏輯IC，都是採用圖騰式輸出。此種輸出可以輸出高電位與低電位。被稱為圖騰式則是因為電路形式像圖騰一樣配置。
- 開集極式輸出（Open Collector，簡稱O.C.）

此種輸出不能輸出高電位，輸出只有開路與低電位兩種狀態。
可以承受較高的電壓或與不同工作電壓的電路連接。 有時開集極式輸出可用來應付比較重的負載（例繼電器）。
可以允許多個開集極式邏輯輸出進行並聯，作為Wired-AND使用。圖騰式的邏輯閘輸出不能並聯連接。
- 三態式輸出（Tri-state或3-state）

在數位電路除了0跟1以外，另一種狀態則是高阻抗，高阻抗對電路來說即是斷路。主要是用於匯流排(bus)等。
- 史密特觸發型輸入（Schmitt Trigger）

此類型邏輯閘具有所謂的遲滯電壓，不易因為輸入在0/1交界電壓附近的小幅變化而產生輸出跳動，主要用途是抗雜訊、消除機械式接點的彈跳（暫態）現象，也可用來做RC振盪器等。

### 代表性IC
- 反及閘（NAND）：7400、7410、7412、7420、7430
- 反或閘（NOR）：7402、7427
- 反閘（NOT）：7404、7414
- 及閘（AND）：7408、7411、7421
- 或閘（OR）：7432
- 互斥或閘（XOR）：7486
- 同或门（XNOR）：74266
- 緩衝閘（Buffer）：7407、74244
- BCD碼（十進制）轉七段顯示器解碼器：7447、7448
- 全加器（Full Adders）：7483、74283
- D型栓鎖器（D-type Latches）：74373
- 異步計數器（Asynchronous Counter）：7490 （十進制，Decade）、7492、7493（十六進制）、74190（可預設十進制）

## TTL電壓準位

### 使用標準供電電壓5V的TTL電壓準位規範
- 輸入電壓準位
  - Hi輸入電壓：2.0V以上
  - Low輸入電壓：0.8V以下
- 輸出電壓準位
  - Hi輸出電壓：2.4V以上
  - Low輸出電壓：0.4V以下
- 由以上規範可以算出：前一級輸出至次一級輸入電壓準位間，可以容忍的雜訊邊際電壓是0.4V。

## 使用注意事項
1. 避免在帶有靜電的情況下接觸IC
2. TTL的電源電壓要5V，建議最低不低於4.75V，最高不高於5.25V
3. 若輸入端空接，邏輯閘會把輸入端視為HI（邏輯1）的狀態
4. 注意第一隻腳的位置，以免錯接
5. 若某一邏輯閘的輸出要並接許多負載或是邏輯閘，最好先裝緩衝器或是提升電阻，以免發生負載效應

## 相關
- 7400系列IC列表
- 数字电路